# Аверино (Свердловская область)
Аверино (ранее Аверинское) — село в Сысертском районе Свердловской области России. Входит в Сысертский муниципальный округ.
Ранее входило в состав Щелкунского сельсовета Сысертского района.

## География
Село Аверино расположено в 23 километрах (по дорогам в 26 километрах) к юго-востоку от города Сысерть, по обоим берегам реки Багаряк (левого притока Синары), которая в черте села и чуть выше его по течению образует два небольших пруда. Северо-восточнее Аверина Багаряк принимает левый приток — реку Лезгу.

## История
Поселение было основано в XVII веке в 70 верстах на юг от Екатеринбурга и названо Аверинским в честь первого поселенца Аверьяна, выходца из Европейской России. Во времена восстания Пугачёва в селе было около 30 домов. До 1861 года все жители его были крепостными, принадлежали владельцам Сысертских заводов. До 1902 года жители числились не государственными крестьянами, а сельскими горнозаводскими работниками, земельный надел имели от собственников тех же заводов. Формирование деревни началось после отмены крепостного права в 1861 году. На Урал потянулись освобождённые крестьяне из северных губерний, с Волги и Вятки. Среди первых поселенцев были семьи Меньшиковых, Костаревых, Пыжьяновых и Палкиных. В начале XX века в Аверинском была построена церковь, и деревня стала селом. Церковь, расположенная на самом высоком месте, славилась своими колоколами. Колокольный звон был слышен далеко окрест. Исходя из данных исповедной росписи 1900 года, прихожан Аверинской церкви было 599 мужского и 561 женского полов, все православные. В начале XX века главным занятием сельчан было земледелие, но некоторые ходили на заработки в Сысертский и Нижне-Исетский заводы, где принимали заказы на вырубку дров и доставку угля и железа.
Плодородных земель в Аверинском было немного: чернозёмы встречались только на Ляге и в Журавлином урочище. Основная пашня давала скромные урожаи — 40-60 пудов зерна с десятины. Чтобы прокормиться, местные жители занимались подсобными промыслами: рубили дрова, жгли уголь и возили его на Сысертские заводы. Некоторые переезжали на заработки в Екатеринбург.
В начале XX века недалеко от Свято-Троицкой церкви находилась земская школа.
В августе 1937 года арестованы более 70 жителей, из которых 49 расстреляны в первой половине сентября 1937 года, остальные получили большие сроки. Из них вернулись лишь четверо. В августе 2007 года рядом с часовней в память о жертвах сталинских репрессий поставлен мраморный крест.
5 июня 2018 года село Аверинское было переименовано в Аверино.

## Население
| 2002 | 2010 | 2021 |
| ---- | ---- | ---- |
| 501  | ↘448 | ↘414 |

## Свято-Троицкая церковь
В самостоятельный приход Аверинское село было обращено в 1859 году, а до этого оно принадлежало сначала к Арамильскому, а затем к Щелкунскому приходам. Аверинский приход состоял из одного села.
В 1863 году в средине села, на одном из высоких мест правого берега Багаряка, была заложена каменная однопрестольная церковь. Она была освящена в честь Святой Живоначальной Троицы 12 февраля 1869 года по благословенной грамоте Преосвященного Вассиана, Епископа Екатеринбургского. Иконостас в храме был одноярусный и вдавался в среднюю часть храма в виде полукруга. В 1891—1897 годах Аверинский храм был приписным к Соборо-Богородицкому храму Абрамовского села. Церкви принадлежали два деревянных дома, квартиры причта — с надворными постройками и усадебной землей; дома и земля были пожертвованы прихожанами в 1880 году. Церковь была закрыта в 1935 году, а позднее снесена. В 1995 году был образован приход во имя Животворящей Троицы, была построена небольшая деревянная часовня.

## История образования
В начале XX века в селе почти не было грамотных. Школа была открыта только в начале XIX века в частном доме Андрея Федоровича Палкина. Первой учительницей стала Прасковья Егоровна Деменьшина, которая обучала детей чтению, письму и счёту. Девочек грамоте не учили.
Земскую школу построили в 1911 году. В марте 2011 года аверинской школе № 20 исполнилось сто лет. За это время школа прошла путь от начального училища до 8-летней школы. В 1920-30-х годах школу возглавлял Николай Прокопьевич Воробьёв, который много сделал для развития физкультуры и художественной самодеятельности. В 1924 году в селе был организован первый пионерский отряд, а в 1935 году состоялось первое новогоднее представление с ёлкой.
В 1937 году в школе появились пионерский горн и барабан, а также 30 пионерских галстуков. Пионеры активно участвовали в жизни села: помогали убирать урожай, проводили концерты и обучали взрослых грамоте. В 1935 году в ряды Ленинского Комсомола вступил Дмитрий Михайлович Палкин, а к 1935 году в комсомольской организации числилось уже 36 человек.
В январе 2014 года в стенах школы № 20 был открыт Аверинский Дом культуры.

## Инфраструктура
В селе работают клуб с библиотекой, фельдшерский пункт, почтовое отделение и магазин.
Добраться до села можно на автобусе из Сысерти.

## Известные личности
Богдан Евгеньевич Бабайлов (род. 2004, Екатеринбург) — российский философ, юрист и педагог, представитель современной левой критической мысли. Основные направления исследований — теория государства и права, экзистенциализм и философия социальной дистопии. Известен попытками синтеза юридической теории и экзистенциальной философии на фоне критики капиталистических институтов и социальных отношений

### Биография

#### Ранние годы
Богдан Евгеньевич родился в 2006 году в Екатеринбурге в рабочей семье. В 2009 году, когда мальчику исполнилось три года, семья переехала в село Аверино Свердловской области. Переезд был обусловлен стремлением родителей к более размеренному образу жизни и желанием обеспечить сыну воспитание в непосредственном контакте с природой и традиционным укладом жизни.
Сельская среда оказала определяющее влияние на формирование мировоззрения будущего философа. Наблюдения за жизнью сельского сообщества стали источником первых философских размышлений о противоречиях между декларируемыми социальными идеалами и реальностью. В школьные годы Бабайлов проявлял исключительные способности к гуманитарным наукам, особенно к истории, обществознанию и литературе.

#### Образование
После окончания средней школы поступил в Уральский федеральный университет на специальность «педагог-географ». Параллельно с очным обучением в УрФУ проходит заочное обучение на философско-юридическом факультете Казанского федерального университета. Такое сочетание дисциплин отражает его стремление к междисциплинарному подходу в изучении общественных явлений.
В студенческие годы познакомился с работами мыслителей, оказавших решающее влияние на формирование его философской системы: Славоя Жижека, Альбера Камю и Жана-Поля Сартра.

### Философские и правовые взгляды
Философская система Бабайлова представляет собой оригинальный синтез экзистенциализма, критической теории и левой политической философии.
В области юриспруденции специализируется на теории государства и права, рассматривая правовые институты через призму критической философии. Выступает с левых позиций, понимая право не как нейтральный инструмент регулирования общественных отношений, а как форму институционализированного насилия, служащую интересам господствующих классов.
В философии основные интересы сосредоточены на экзистенциализме и общественно-государственной философии. Предпринимает попытки переосмысления классических экзистенциальных проблем в контексте современных социально-политических реалий.

### Научная и педагогическая деятельность
С 2024 года работает учителем в общеобразовательной школе города Сысерть. Несмотря на отсутствие учёных степеней и званий, активно участвует в научной деятельности, публикуется в академических журналах и выступает на научных конференциях.
Педагогический подход характеризуется стремлением развивать критическое мышление у учащихся и демонстрировать связи между абстрактными теориями и повседневной жизнью.

### Основные работы и публикации

#### Монографии
- «Абсурд и закон: экзистенциальные основания права» (2021) — исследование применения категорий экзистенциальной философии к анализу правовых явлений.
- «Дистопия повседневности: капитализм как утраченная жизнь» — критический анализ отчуждения труда, потребительской культуры и симулякров в современном обществе.
- «Левый взгляд на теорию государства и права: от Маркса к Жижеку» — переосмысление классических вопросов теории государства и права через призму современной левой философии.

#### Статьи в периодических изданиях
- «Право и насилие: скрытые механизмы легитимации власти» // Вопросы философии. — 2024. — № 7.
- «Школа как институт дисциплинарного контроля» // Педагогика и общество. — 2024.
- «Дистопия малых городов: Аверино как пример социального распада» — исследование проблем современной российской провинции.

#### Доклады на научных конференциях
- «Абсурд социальных контрактов в неолиберальном мире» (2025, УрФУ, Екатеринбург) — доклад переведён на немецкий язык под псевдонимом Fon Bodya Gerr Cringe.
- «Может ли государство быть справедливым? Левые альтернативы» (КФУ, Казань).
- «Юриспруденция после постмодерна: поиск новых оснований» (МГУ, Москва).

### Оригинальные концепции

#### «Дистопия повседневности»
Центральная концепция философии Бабайлова. Согласно данной теории, современная жизнь не требует тоталитарного контроля в традиционном понимании, поскольку индивиды добровольно участвуют в собственном угнетении через потребительство, карьерные устремления и цифровые ритуалы. Социальные сети рассматриваются как «добровольный паноптикум», где индивиды осуществляют надзор друг за другом.

#### «Абсурдное право»
Концепция, согласно которой юридические системы часто противоречат своим декларируемым целям. Провозглашая «равенство перед законом», они функционируют в условиях фундаментального социального неравенства. Бабайлов предлагает рассматривать право как «формализованный абсурд», где ритуальные процедуры заменяют подлинную справедливость.

#### «Экзистенциальный закон»
Попытка соединения экзистенциальной философии с юриспруденцией. По мнению автора концепции, «подлинное право должно признавать не только формальную свободу, но и экзистенциальный ужас перед бессмысленностью многих правовых норм».

#### «Капитализм как симулякр жизни»
Теория, согласно которой современная экономическая система превращает саму жизнь в товар, а человеческие отношения — в коммерческие транзакции. Капитализм создаёт иллюзию полноценной жизни, предлагая суррогаты подлинных человеческих потребностей.

#### Критика частного права
В противоположность либеральной традиции, рассматривающей частное право как сферу свободного волеизъявления, Бабайлов видит в нём продолжение властных отношений. Частная собственность и договорные отношения являются, по его мнению, формами «кодифицированного насилия». Правовые нормы представляют собой «замороженные социальные конфликты», легитимирующие результаты борьбы различных социальных групп.

### Общественная деятельность
Проживая в селе Аверино, активно участвует в его культурной и образовательной жизни. Организует философские кружки для местной молодёжи и проводит открытые лекции в доме культуры под общим названием «Философия для всех».
Принимает участие в благоустройстве села, стал одним из инициаторов создания парка в центре Аверино. Регулярно пополняет фонды школьных библиотек книгами по философии, истории и литературе, организовал книжный клуб для старшеклассников. В период сельскохозяйственных работ оказывает помощь местным фермерам.

### Общественное признание
На данный момент не имеет государственных наград или официальных признаний. Среди жителей Аверино пользуется уважением как педагог и общественный деятель. Родители учащихся отмечают его способность развивать у детей любознательность и критическое мышление.

### Влияние и оценки
Несмотря на молодой возраст и отсутствие формальных академических регалий, работы Бабайлова цитируются в академических публикациях, а выступления на конференциях привлекают внимание специалистов. Уникальность его позиции заключается в сочетании глубокой теоретической подготовки с практической работой в сельской школе и активным участием в жизни местного сообщества.